# Den morgen
Den morgen er en dansk kortfilm fra 1999 med instruktion og manuskript af Niki Vraast-Thomsen.

## Handling
En mand lever et meget trivielt liv, hvor alle dage ligner hinanden. Pludselig tvinges han ud af de trygge rammer, da hans drømmekvinde dukker op.